# Hypobapta percomptaria
Hypobapta percomptaria là một loài bướm đêm thuộc họ Geometridae. Loài này có ở Úc, bao gồm Nam Úc, New South Wales, Queensland, Victoria và Tasmania.
Sải cánh dài khoảng 50 mm. Con trưởng thành có màu nâu xám với các tuyến gợn sóng. Các tiêu bản từ Tasmania có màu nhạt hơn các tiêu bản ở đại lục.
Ấu trùng ăn Eucalyptus. Ấu trùng non màu nâu với đầu và đuôi màu đỏ.

## Hình ảnh

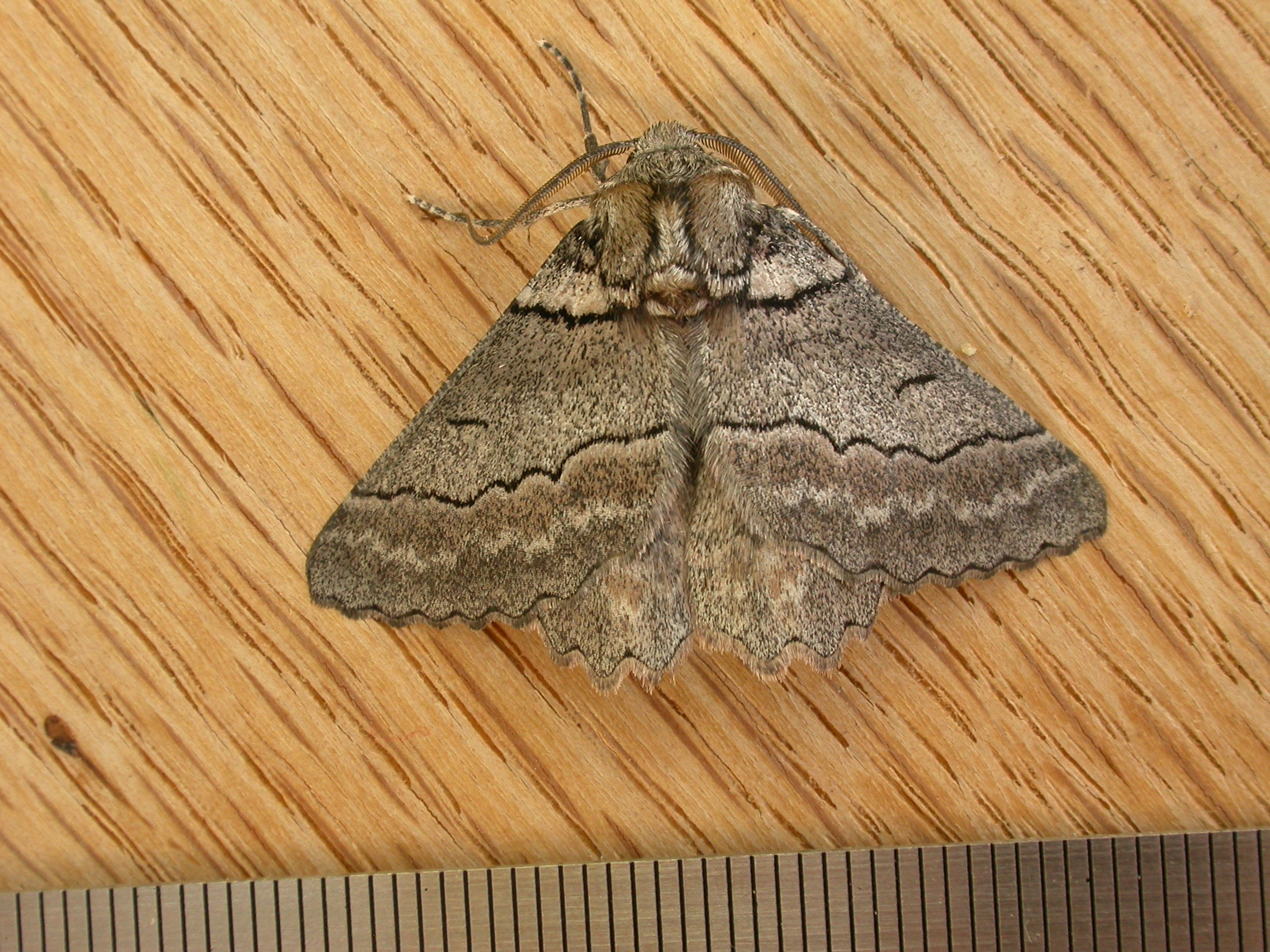